# Ivan Talovac
Ivan Talovac (lat. Joannes Talloci; mađ. Tallóci János) (? – ?, 1445.), hrvatski velikaš iz velikaške obitelji Talovaca. Obnašao je dužnost vranskog priora od 1439., prvog upravitelja Pakraca, beogradskog kaštelana i bio je član Ivanovaca.
Bio je sin korčulanskog patricija Luke i imao je trojicu braće, Matka, Franka i Petra koji su, svi zajedno, dobili od ugarskog i hrvatskog kralja Žigmunda posjed Topolovicu kraj Virovitice, po kojem su prozvani Talovcima. Godine 1436. dobili su baštinu cetinskih knezova Nelipčića.
Ivan je bio imenovan kaštelanom Beograda 1440. godine, u vrijeme kada je njegov brat Matko obnašao službu slavonskog bana. Uspješno je obranio grad tijekom opsade Beograda (1440.), zajedno s bratom Frankom, koji ga je naslijedio na dužnosti beogradskog kaštelana.
Poginuo je 1445. godine u sukobu s grofovima Celjskim.

## Vanjske poveznice
- Talovci – Hrvatska enciklopedija
- Talovci – Proleksis enciklopedija
- Rod Talovaca ili Talovačkih i njihova ostavština u Bjelovarsko-bilogorskoj županiji